# 741 هـ
741 هـ هي سنة في التقويم الهجري امتدت مقابلةً في التقويم الميلادي بين سنتي 1340 و1341.

## أحداث
- 7 جمادى الآخرة - جرت أحداث معركة طريف عند ريو سالادو بين القشتاليين والمرينيين أسفرت عن مذبحة للمسلمين، وتعتبر آخر معركة يشارك فيها المغاربة بشكل رسمي ومباشر في الأندلس.

## مواليد
- أحمد اليغموري
- فضل الله نعيمي الاسترآبادي

## وفيات
- الناصر ناصر الدين محمد بن قلاوون